# Ара (Індія)
Ара або Арра (англ. Ara, Arrah, гінді अर्राह) — місто в індійському штаті Біхар, адміністративний центр округу Бходжпур, розташоване неподалік від берега Гангу.
| Індія | Це незавершена стаття з географії Індії. Ви можете допомогти проєкту, виправивши або дописавши її. |